# Filip Đorđević (1994)
Filip Đorđević (in serbo Филип Ђорђевић?; 7 marzo 1994) è un calciatore serbo, attaccante del B36 Tórshavn.

## Caratteristiche tecniche
Soprannominato il vichingo serbo, è in grado di occupare ampi spazi nel fronte offensivo.

## Carriera
Figlio di Aleksandar Đorđević, ha esordito nella massima serie faroese con il KÍ Klaksvík nella primavera del 2011, poco dopo aver compiuto 17 anni.
Nel luglio 2012 si trasferisce al Víkingur Gøta, vincendo nello stesso anno la Coppa nazionale. Si tratta del primo di una serie di trionfi con i Vichinghi, cui faranno seguito altre tre coppe nazionali, per un totale di quattro consecutive (dal 2012 al 2015), due campionati nazionali consecutivi (nel 2016 e nel 2017) e cinque Supercoppe nazionali consecutive (dal 2014 al 2018). Durante la sua permanenza a Gøtu fa il suo esordio nelle competizioni europee, scendendo in campo nel match casalingo contro l'Inter Turku valido per l'andata del primo turno delle qualificazioni all'Europa League 2013-2014. Disputa in tutto 21 incontri nelle competizioni europee per club.
Dopo aver collezionato 234 presenze e 33 reti con la maglia del Vikingur, nel gennaio 2020 si trasferisce all'ÍF Fuglafjørður.
Nell'estate del 2021 firma un contratto con il TB Tvøroyri, fanalino di coda della Formuladeildin 2021 dopo le prime 13 partite. Non riesce tuttavia ad evitare la retrocessione del club bianconero, da cui si separa a fine stagione, firmando per l'EB/Streymur.
Le buone prestazioni nella prima stagione col nuovo club gli valgono il riconoscimento di miglior giocatore maschile dell'anno della società. Nel gennaio 2024 rinnova con l'EB per un'ulteriore stagione.
Nel gennaio 2025 firma un contratto annuale con il B36 Tórshavn. Nella capitale ritrova Jákup Martini Joensen, che lo aveva allenato nel 2022 all'EB.

## Statistiche

### Presenze e reti nei club
Statistiche aggiornate al 22 giugno 2025.
| Stagione               | Club                   | Campionato             | Campionato | Campionato | Coppe nazionali | Coppe nazionali | Coppe nazionali | Coppe continentali | Coppe continentali | Coppe continentali | Altre coppe | Altre coppe | Altre coppe | Totale | Totale |
| Stagione               | Club                   | Comp                   | Pres       | Reti       | Comp            | Pres            | Reti            | Comp               | Pres               | Reti               | Comp        | Pres        | Reti        | Pres   | Reti   |
| ---------------------- | ---------------------- | ---------------------- | ---------- | ---------- | --------------- | --------------- | --------------- | ------------------ | ------------------ | ------------------ | ----------- | ----------- | ----------- | ------ | ------ |
| 2011                   | KÍ Klaksvík            | FD                     | 15         | 2          | CF              | -               | -               | -                  | -                  | -                  | -           | -           | -           | 15     | 2      |
| gen.-lug. 2012         | KÍ Klaksvík            | FD                     | 13         | 1          | CF              | 1               | 0               | -                  | -                  | -                  | -           | -           | -           | 14     | 1      |
| Totale KÍ Klaksvík     | Totale KÍ Klaksvík     | Totale KÍ Klaksvík     | 28         | 3          |                 | 1               | 0               |                    | -                  | -                  |             | -           | -           | 29     | 3      |
| lug.-ott. 2012         | Víkingur Gøta          | FD                     | 11         | 2          | CF              | 1               | 0               | -                  | -                  | -                  | -           | -           | -           | 12     | 2      |
| 2013                   | Víkingur Gøta          | FD                     | 25         | 4          | CF              | 5               | 0               | UEL                | 4                  | 0                  | SF          | 1           | 0           | 35     | 4      |
| 2014                   | Víkingur Gøta          | FD                     | 26         | 1          | CF              | 4               | 1               | UEL                | 6                  | 0                  | SF          | 1           | 0           | 37     | 2      |
| 2015                   | Víkingur Gøta          | FD                     | 22         | 2          | CF              | 4               | 1               | UEL                | 2                  | 0                  | SF          | 1           | 0           | 29     | 3      |
| 2016                   | Víkingur Gøta          | FD                     | 26         | 10         | CF              | 5               | 0               | UEL                | 2                  | 0                  | SF          | 1           | 0           | 34     | 11     |
| 2017                   | Víkingur Gøta          | FD                     | 26         | 3          | CF              | 2               | 0               | UCL                | 3                  | 0                  | SF          | 1           | 0           | 32     | 3      |
| 2018                   | Víkingur Gøta          | FD                     | 24         | 3          | CF              | 1               | 0               | UCL+UEL            | 2+2                | 0                  | SF          | 1           | 0           | 29     | 3      |
| 2018                   | Víkingur Gøta II       | 1D                     | 1          | 0          | -               | -               | -               | -                  | -                  | -                  | -           | -           | -           | 1      | 0      |
| 2019                   | Víkingur Gøta          | FD                     | 26         | 5          | CF              | 5               | 1               | -                  | -                  | -                  | -           | -           | -           | 31     | 6      |
| Totale Víkingur Gøta   | Totale Víkingur Gøta   | Totale Víkingur Gøta   | 186        | 30         |                 | 27              | 3               |                    | 21                 | 0                  |             | -           | -           | 234    | 33     |
| 2020                   | ÍF Fuglafjørður        | FD                     | 19         | 4          | CF              | 1               | 0               | -                  | -                  | -                  | -           | -           | -           | 20     | 4      |
| gen.-lug. 2021         | ÍF Fuglafjørður        | FD                     | 11         | 2          | CF              | 1               | 0               | -                  | -                  | -                  | -           | -           | -           | 12     | 2      |
| gen.-lug. 2021         | ÍF Fuglafjørður II     | 2D                     | 2          | 0          | -               | -               | -               | -                  | -                  | -                  | -           | -           | -           | 2      | 0      |
| Totale ÍF Fuglafjørður | Totale ÍF Fuglafjørður | Totale ÍF Fuglafjørður | 30         | 6          |                 | 2               | 0               |                    | -                  | -                  |             | -           | -           | 32     | 6      |
| lug.-dic. 2021         | TB Tvøroyri            | FD                     | 12         | 1          | -               | -               | -               | -                  | -                  | -                  | -           | -           | -           | 12     | 1      |
| 2022                   | EB/Streymur            | FD                     | 25         | 3          | CF              | 1               | 0               | -                  | -                  | -                  | -           | -           | -           | 26     | 3      |
| 2023                   | EB/Streymur            | FD                     | 23         | 3          | CF              | 4               | 2               | -                  | -                  | -                  | -           | -           | -           | 27     | 5      |
| 2024                   | EB/Streymur            | FD                     | 23         | 5          | CF              | 1               | 1               | -                  | -                  | -                  | -           | -           | -           | 24     | 1      |
| Totale EB/Streymur     | Totale EB/Streymur     | Totale EB/Streymur     | 71         | 11         |                 | 6               | 3               |                    | -                  | -                  |             | -           | -           | 77     | 14     |
| 2025                   | B36 Tórshavn           | FD                     | 12         | 1          | CF              | 1               | 0               | -                  | -                  | -                  | -           | -           | -           | 13     | 1      |
| Totale carriera        | Totale carriera        | Totale carriera        | 342        | 52         |                 | 37              | 6               |                    | 21                 | 0                  |             | 6           | 0           | 406    | 58     |

## Palmarès
- Coppa delle Fær Øer: 4

Víkingur Gøta: 2012, 2013, 2014, 2015
- Supercoppa delle Fær Øer: 5

Víkingur Gøta: 2014, 2015, 2016, 2017, 2018
- Campionato faroese: 2

Víkingur Gøta: 2016, 2017